# وارطان پوغوسیان
وارطان پوغوسیان (ارمنی: Վարդան Գրիգորիի Պողոսյան؛ زادهٔ ۸ مارس ۱۹۹۲) بازیکن فوتبال اهل ارمنستان است.
از باشگاه‌هایی که در آن بازی کرده‌است می‌توان به باشگاه فوتبال پیونیک، باشگاه فوتبال رابوتنیچکی، و باشگاه فوتبال کوبان کراسنودار اشاره کرد.
وی همچنین در تیم‌های ملی فوتبال زیر ۲۱ سال ارمنستان و ارمنستان بازی کرده‌است.